# Niederwampach
Niederwampach (luxembourgeois : Nidderwampech) est une section de la commune luxembourgeoise de Wincrange située dans le canton de Clervaux.

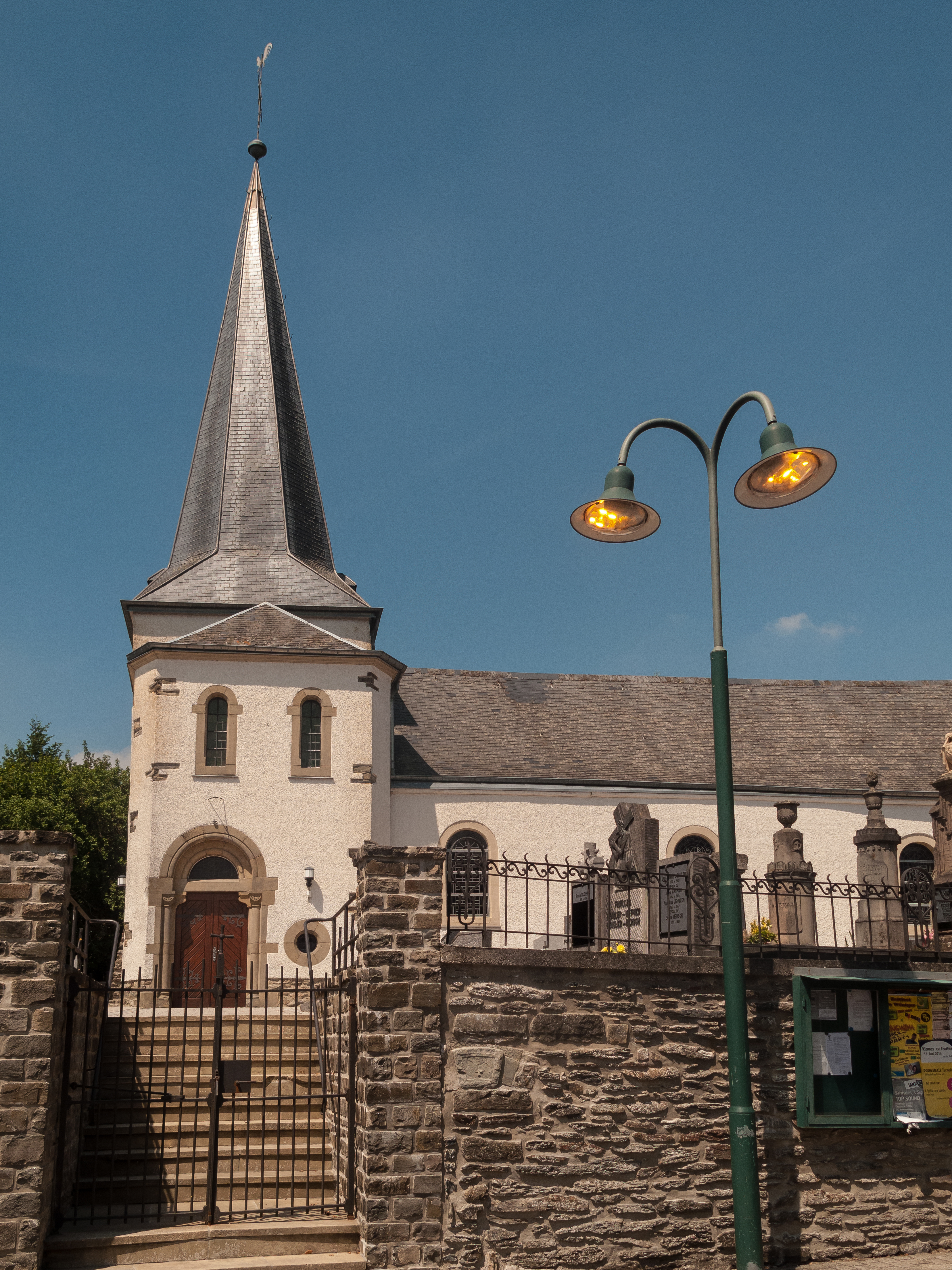
Niederwampach, l'église